# Rondeau (Lied)

Formen des Rondeau

Ein Rondeau (französisch rond „rund“) ist ein Rundgesang im Spätmittelalter und in der Renaissance. 
In der Dichtkunst und Musik des 14. und 15. Jahrhunderts ist ein Rondeau ein kunstvoll gereimtes Refrainlied, das nach den Regeln der rhétoriqueurs  aus zwei Teilen A und B besteht, die in charakteristischer (rondoartiger) Weise wiederholt werden:
A1 - B1 - A2 - A1 - A3 - B2 - A1 - B1. 
Ein Rondeau quatrain ist ein Rondeau, dessen beide Teile aus je zwei Versen bestehen. Es hat das Reimschema: A-B-B-A. 
Bei einem Rondeau cinquain besteht der A-Teil aus 3 Versen, der B-Teil aus 2 Versen. Das Reimschema ist hier: A-A-B-B-A. 
Ein Rondeau layé ist ein abgewandeltes Rondeau cinquain, bei dem nach dem 2. und 4. Vers je ein fünfsilbiger Vers eingefügt wird, so dass sich das folgende Reimschema ergibt: A-A-(A)-B-B-(B)-A.
Auch eine musikalische Form mit wiederkehrendem Refrain, die seit dem 17. Jahrhundert in der Clavecin-, Lauten-, Gitarren-, Opern- und Ballettmusik erscheint, wird Rondeau genannt. Sie hängt aber eher mit dem italienischen Rondo zusammen als mit dem mittelalterlichen Rondeau und findet sich in Suiten in Kombination mit dem Menuett (etwa als Menuet en Rondeau bei François Campion, Jan Antonín Losy oder anonymen Meistern), aber (um 1700) auch kombiniert mit der Gavotte (Gavotte en Rondeau) oder der Sarabande.